# ۱۹۶۳

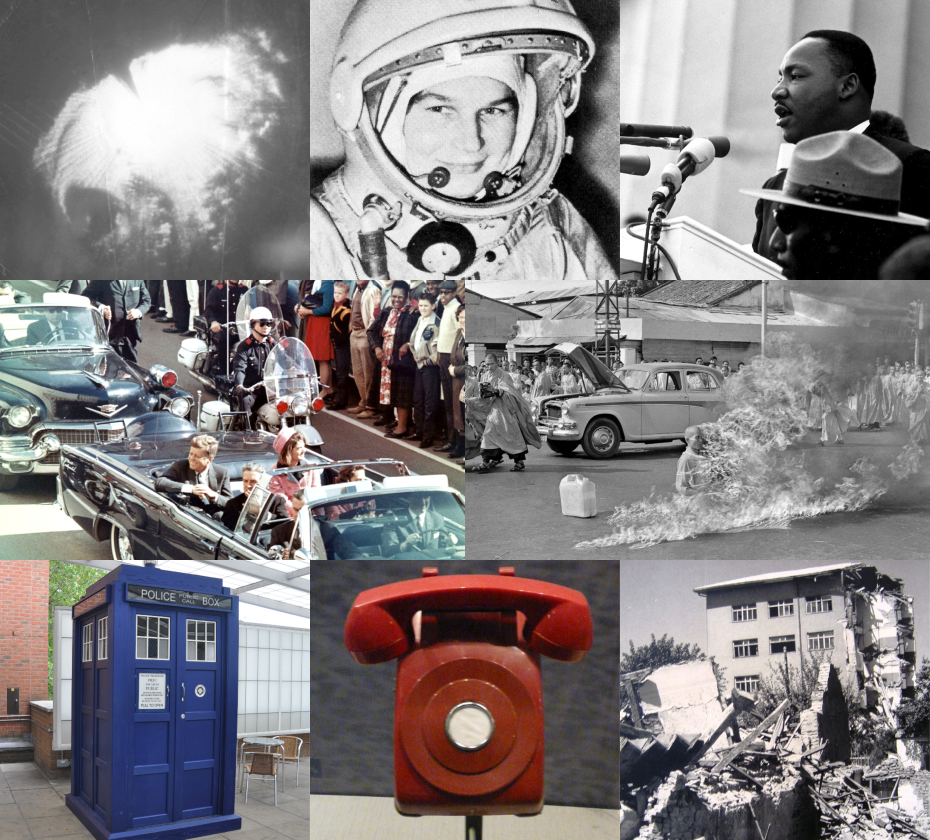

سال ۱۹۶۳ (هزار و نهصد و شصت و سه) میلادی، سومین سال از دهه ۱۹۶۰ در سده ۲۰ میلادی بود. بر اساس تقویم گریگوری سال مذکور یک سال عادی با ۳۶۵ روز بود.

## رویدادها
- ۱۱ ژانویه - تهران - اصلاحات ارضی که با علی امینی نخست وقت پایه‌ریزی شده و بر اساس آن مالکیت زمین‌های کشاورزی به دهقانانی داده می‌شود که در آن به کشت پرداخته‌اند را محمد رضاشاه پهلوی در کنگره ملی کشاورزان به آگاهی آنان می‌رساند.
- ۲۶ ژانویه – تهران - همه پرسی اصول شش گانه انقلاب سفید شاه و ملت و تصویب آن از جانب ملت.
- ۲۷ فوریه - محمد رضا پهلوی به زنان که نیمی از جمعیت ایران هستند حق رأی و حق انتخاب شدن در مجلس را می‌دهد.
- ۲۲ مارس – تهران - مذهبیون علیه حق رأی زنان تظاهرات می‌کنند.
- ۱۶ آوریل -  قانون حمایت خانواده  که طلاق یک طرفه را لغو می‌کند تصویب شد.
- ۵ ژوئن - قم - حجت‌الاسلام روح الله خمینی پس از نامه به شاه علیه حق رأی به زنان و سخنرانی وی در ۳ ژوئن در قم دستگیر می‌شود. مراجع تقلید با توافق ژنرال حسن پاکروان دومین رئیس ساواک به سرعت به وی لقب آیت‌الله می‌دهند تا از مجازات مرگ نجات یابد.
- ۱۶ دسامبر- بیژن جزنی سازمان فداییان خلق را بنیان می‌گذارد که گروه تروریستی ومسلح است. این سازمان مارکسیستی است ولی از مسکو دوری می‌جوید.
- ۱۶ دسامبر- حسنعلی منصور حزب ایران نوین را بنیاد می‌نهد.

تاسیس شرکت لامبورگینی توسط فرچیو لامبورگینی که در زمینه ساخت خودرو های سوپر اسپرت فعالیت می کند.

## زادروزها
- ۹ فوریه - برایان گرین، فیزیکدان آمریکایی و از نظریه پردازان نظریه ریسمان.
- ۲۲ فوریه - دونالد برازول، خواننده آمریکایی.
- ۱ مارس - توماس آندرس، خواننده و آهنگساز آلمانی
- ۱۲ مارس – تهران - فرحناز پهلوی در کاخ اختصا صی به دنیا می‌آید.
- ۲۷ مارس - کوئنتین تارانتینو، کارگردان، هنرپیشه و فیلمنامه‌نویس آمریکایی.
- ۹ ژوئن - جانی دپ، بازیگر آمریکایی.
- ۲۵ ژوئن - جورج مایکل، خواننده و آهنگساز و شاعر و ستارهٔ پاپ انگلیسی.
- ۹ اوت - ویتنی هوستون، خواننده و بازیگر آمریکایی.
- 10 اکتبر - هولیا آوشار : خواننده و بازیگر ترکیه ای.
- ۲۱ دسامبر - گوویندا تهیه‌کننده هندی.
- ۱۸ دسامبر - برد پیت، بازیگر آمریکایی.
- ۱۶ ژانویه – جیمز می، مجری تلویزیونی، ژورنالیست، نویسنده، و موسیقی‌دان بریتانیایی
- ۱۸ ژانویه – ایان کروک، بازیکن فوتبال بریتانیایی
- ۱۷ ژانویه – کای هانسن، گیتاریست و خواننده آلمانی
- ۲۳ ژانویه – گیل اوگریدی، بازیگر آمریکایی
- ۲ فوریه – ایوا کسیدی، خواننده آمریکایی (د. ۱۹۹۶)
- ۱۱ فوریه – دایان فرانکلین، بازیگر آمریکایی
- ۲۰ فوریه – چارلز بارکلی، بازیکن بسکتبال آمریکایی
- ۲۱ فوریه – ویلیام بالدوین، بازیگر آمریکایی
- ۲۶ فوریه – چیس مسترسون، بازیگر آمریکایی
- ۱ مارس – راسل وونگ، بازیگر آمریکایی
- ۱۵ مارس – برت مایکل، خواننده-ترانه‌سرا، موسیقی‌دان، بازیگر، کارگردان، تهیه‌کننده، و خواننده آمریکایی
- ۲۱ مارس – رونالد کومان، بازیکن فوتبال هلندی
- ۲۲ مارس – سوزان آن سولی، خواننده بریتانیایی
- ۲۳ مارس – میشل، بازیکن فوتبال اسپانیایی
- ۶ آوریل – رافائل کورئا، اقتصاددان اهل اکوادور
- ۱۷ آوریل – جوئل مورای، بازیگر آمریکایی
- ۲۷ آوریل – دانت رز، دوچرخه‌سوار اهل فرانسه
- ۵ مه – جیمز لابری، خواننده کانادایی
- ۱۱ مه – ناتاشا ریچاردسون، بازیگر بریتانیایی (د. ۲۰۰۹)
- ۶ ژوئن – جیسون ایساکس، صداپیشه و بازیگر بریتانیایی
- ۱۵ ژوئن – هلن هانت، بازیگر و کارگردان آمریکایی
- ۱۷ ژوئن – گرگ کینر، بازیگر آمریکایی
- ۲۲ ژوئن – رندی کوچار، بازیگر آمریکایی
- ۲۶ ژوئن – میخائیل خودورکوفسکی، مهندس و سیاست‌مدار روسی
- ۳۰ ژوئن – اینگوی مالمستین، خواننده و گیتاریست سوئدی
- ۱۱ ژوئیه – لیزا رینا، مجری تلویزیونی و بازیگر آمریکایی
- ۱۶ ژوئیه – فوبه کیتس، بازیگر و خواننده آمریکایی
- ۲۲ ژوئیه – امیلیو بوتراگوئنو، بازیکن فوتبال اسپانیایی
- ۳ اوت – جیمز هتفیلد، خواننده-ترانه‌سرا، موسیقی‌دان، آهنگساز، گیتاریست، و خواننده آمریکایی
- ۲۲ اوت – توری اموس، خواننده-ترانه‌سرا، موسیقی‌دان، آهنگساز، و پیانیست آمریکایی
- ۶ سپتامبر – خیرت ویلدرس، سیاست‌مدار هلندی
- ۷ سپتامبر – ایزی-ئی (خواننده)، موسیقی‌دان آمریکایی (د. ۱۹۹۵)
- ۱۶ سپتامبر – ریچارد مارکس، موسیقی‌دان آمریکایی
- ۲۶ سپتامبر – داگلاس واکیهوری، ورزشکار دو و میدانی اهل کنیا
- ۶ اکتبر – الیزابت شو، تهیه‌کننده و بازیگر آمریکایی
- ۱۷ اکتبر – نرم مک‌دانلد، بازیگر و فیلمنامه‌نویس کانادایی
- ۲۶ اکتبر – ناتالی مرچنت، خواننده-ترانه‌سرا، موسیقی‌دان، و خواننده آمریکایی
- ۲۸ اکتبر – لورن هالی، تهیه‌کننده و بازیگر آمریکایی
- ۷ نوامبر – جان بارنز، بازیکن فوتبال بریتانیایی
- ۱۰ نوامبر – هوگو بونوویل، بازیگر بریتانیایی
- ۲ دسامبر – آن پچت، نویسنده آمریکایی
- ۱۹ دسامبر – جنیفر بیلز، بازیگر آمریکایی
- ۲۶ دسامبر – لارس اولریش، درامر و موسیقی‌دان دانمارکی

## مرگ‌ها
- ۱۱ اکتبر - ژان کوکتو، شاعر و نقاش فرانسوی.
- ۲۲ نوامبر - آلدوس هاکسلی، نویسنده بریتانیایی.
- ۱۸ ژانویه – ادوارد چارلز تیچمارش، ریاضی‌دان بریتانیایی (ز. ۱۸۹۹)
- ۲۱ ژانویه – ال سنت جان، بازیگر آمریکایی (ز. ۱۸۹۳)
- ۹ فوریه – عبدالکریم قاسم، سیاست‌مدار عراقی (ز. ۱۹۱۴)
- ۱۱ فوریه – سیلویا پلات، شاعر و نویسنده آمریکایی (ز. ۱۹۳۲)
- ۱۹ فوریه – بنی موره، خواننده کوبایی (ز. ۱۹۱۹)
- ۱۶ مارس – الیزابت ماری، سیاست‌مدار اتریشی (ز. ۱۸۸۳)
- ۱۸ مارس – واندا هاولی، بازیگر آمریکایی (ز. ۱۸۹۵)
- ۶ مه – مونتی وولی، بازیگر آمریکایی (ز. ۱۸۸۸)
- ۲۴ مه – المور جیمز، گیتاریست و خواننده آمریکایی (ز. ۱۹۱۸)
- ۱۸ ژوئن – پدرو آرمنداریز، بازیگر مکزیکی (ز. ۱۹۱۲)
- ۱ اوت – تئودور روتکه، شاعر و نویسنده آمریکایی (ز. ۱۹۰۸)
- ۴ اوت – تام کین (هنرپیشه)، بازیگر آمریکایی (ز. ۱۸۹۶)
- ۱۷ اوت – ریچارد بارتلمس، بازیگر آمریکایی (ز. ۱۸۹۵)
- ۱۸ اوت – کلیفورد اودتس، فیلمنامه‌نویس، بازیگر، نویسنده، و کارگردان آمریکایی (ز. ۱۹۰۶)
- ۲۲ اوت – ویلیام ریچارد موریس، مهندس بریتانیایی (ز. ۱۸۷۷)
- ۳۱ اوت – ژرژ براک، هنرمند، نقاش، و مجسمه‌ساز فرانسوی (ز. ۱۸۸۲)
- ۳ سپتامبر – لوئیس مک‌نیس، شاعر بریتانیایی (ز. ۱۹۰۷)
- ۲۹ اکتبر – آدولف منژو، بازیگر آمریکایی (ز. ۱۸۹۰)
- ۱۴ دسامبر – داینه واشنگتن، خواننده آمریکایی (ز. ۱۹۲۴)